# A Weaver of Dreams

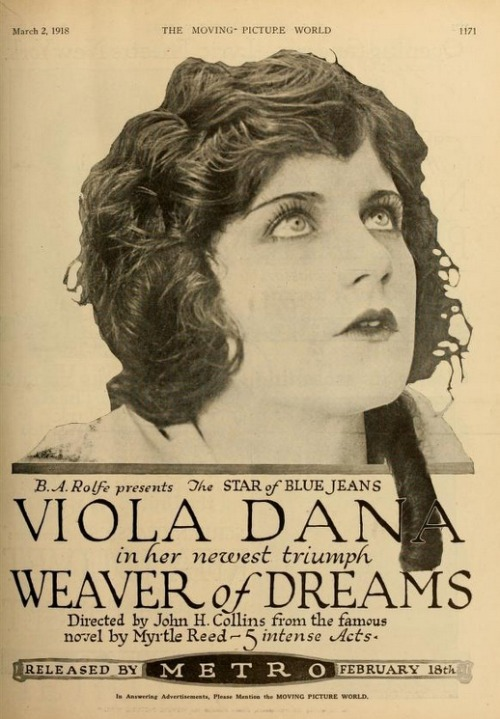
Manifesto del film

A Weaver of Dreams è un film muto del 1918 diretto da John H. Collins.

## Trama
Carter Keith prepara per la fidanzata Judith un piccolo e grazioso nido d'amore che lui le dedica, chiamandolo la loro "casa del cuore". La felicità dei due innamorati si spezza quando appare Margery, che riesce presto a soppiantare nel cuore di Carter la dolce fidanzata. Judith, pur sentendo che Carter si sta allontanando da lei, si rende pienamente conto della fine del suo amore solo vedendolo abbracciato a Margery nella "casa del cuore".
Dopo la rottura del suo fidanzamento, la giovane va a vivere con Cynthia, che è innamorata del tutore di Judith, Martin Chandler, conosciuto quando lui e Cynthia erano rimasti coinvolti in un incidente ferroviario. Judith aiuta i due innamorati a riunirsi. Poi, tutta sola, si prepara ad affrontare la vita.

## Produzione
Il film fu prodotto dalla Metro Pictures Corporation.

## Distribuzione
Distribuito dalla Metro Pictures Corporation, uscì nelle sale cinematografiche statunitensi il 18 febbraio 1918. Il 3 luglio 1919, venne distribuito dalla Location Nationale con il titolo Rêve brisé.